# Engelgau
Engelgau ist ein Ortsteil der Gemeinde Nettersheim in der Eifel im Südwesten des Landes Nordrhein-Westfalen und gehört zum Kreis Euskirchen.
Etwas abseits des Ortskerns kann im Genfbachtal die Ahekapelle besichtigt werden, die in die kirchlichen Aktivitäten (etwa zum Servatiusfest) immer noch eingebunden ist.

## Geographie
Wichtigste Straße Engelgaus ist die Landesstraße 115.
Der Ort liegt in direkter Nähe zur Bundesautobahn 1 (Anschlussstellen Nettersheim oder Blankenheim).

## Geschichte

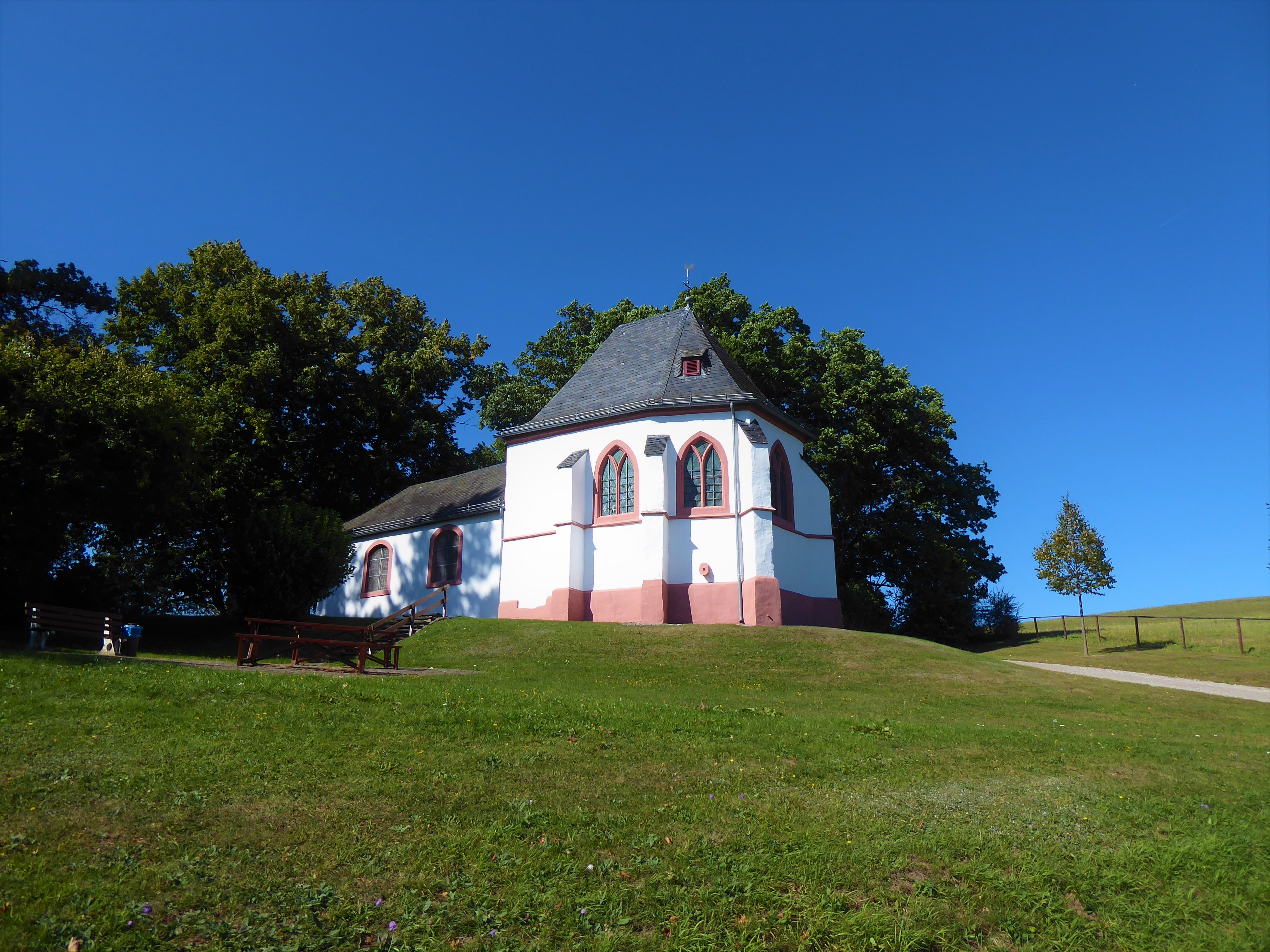
Ahekapelle westlich von Engelgau

Die Gemarkung Engelgau war schon in römischer Zeit besiedelt. So erwähnt C. A. Eick in seinem Buch über die Eifelwasserleitung römische „Trümmer“ und Grabinschriften an der Ahekapelle. Die Kapelle war Teil eines Ortes mit dem Namen Ahe, in dem bis ins 18. Jahrhundert, wie aus den Taufbüchern der Pfarre Zingsheim hervorgeht, Menschen lebten.:173 Heute besteht hier nur noch die Ahekapelle.
Engelgau, das bis 1794 zur Grafschaft Blankenheim gehörte, wird schon in Urkunden aus dem Mittelalter erwähnt. So erhielt 1307 Luxemburg vom Grafen von Blankenheim Engelgau als Lehen.
Eine weitere Urkunde erwähnt Engelgau 1492 als Sitz des Schöffengerichts Gau, dem neben Engelgau auch die Orte Frohngau, Buir, Roderath und Bouderath unterstanden.:159 Jacob Grimm veröffentlichte das aus dem Jahre 1582 stammende Weistum von Engelgau in seinem Werk über die Weistümer.
In der Neuzeit wurde die Nordeifel von mehreren Kriegen heimgesucht, wie dem Kölner Krieg Ende des 16. Jahrhunderts, dem Dreißigjährigen Krieg, den Französischen Raubkriegen, dem Spanischen und dem Österreichischen Erbfolgekrieg. Schlimmstes Ereignis im Spanischen Erbfolgekrieg war, wie der Zingsheimer Pfarrer Matthias Pfleumer (1700–1712) überliefert, eine Hungersnot in Engelgau, da vor allem englische Truppen in Engelgau und Zingsheim die Feldfrucht plünderten oder zerstörten. Durch die Nordeifel ziehende französische, englische, niederländische und kaiserliche Truppen sorgten in diesem Krieg bei den Einwohnern beider Orte für viel Angst und Schrecken.
Während der Zeit der französischen Besetzung des Rheinlands nach 1794 war Engelgau Teil des Kantons Gemünd im Arrondissement Aachen des Rur-Departements.
Etwa zwei Monate vor dem Ende des Zweiten Weltkriegs in Europa erreichten am Morgen des 7. März 1945 amerikanische Truppen, von Zingsheim kommend, Engelgau. Damit waren für die Engelgauer die Schrecken des Nationalsozialismus vorbei.
Am 1. Juli 1969 wurde Engelgau nach Nettersheim eingemeindet.

## Kirche St. Luzia

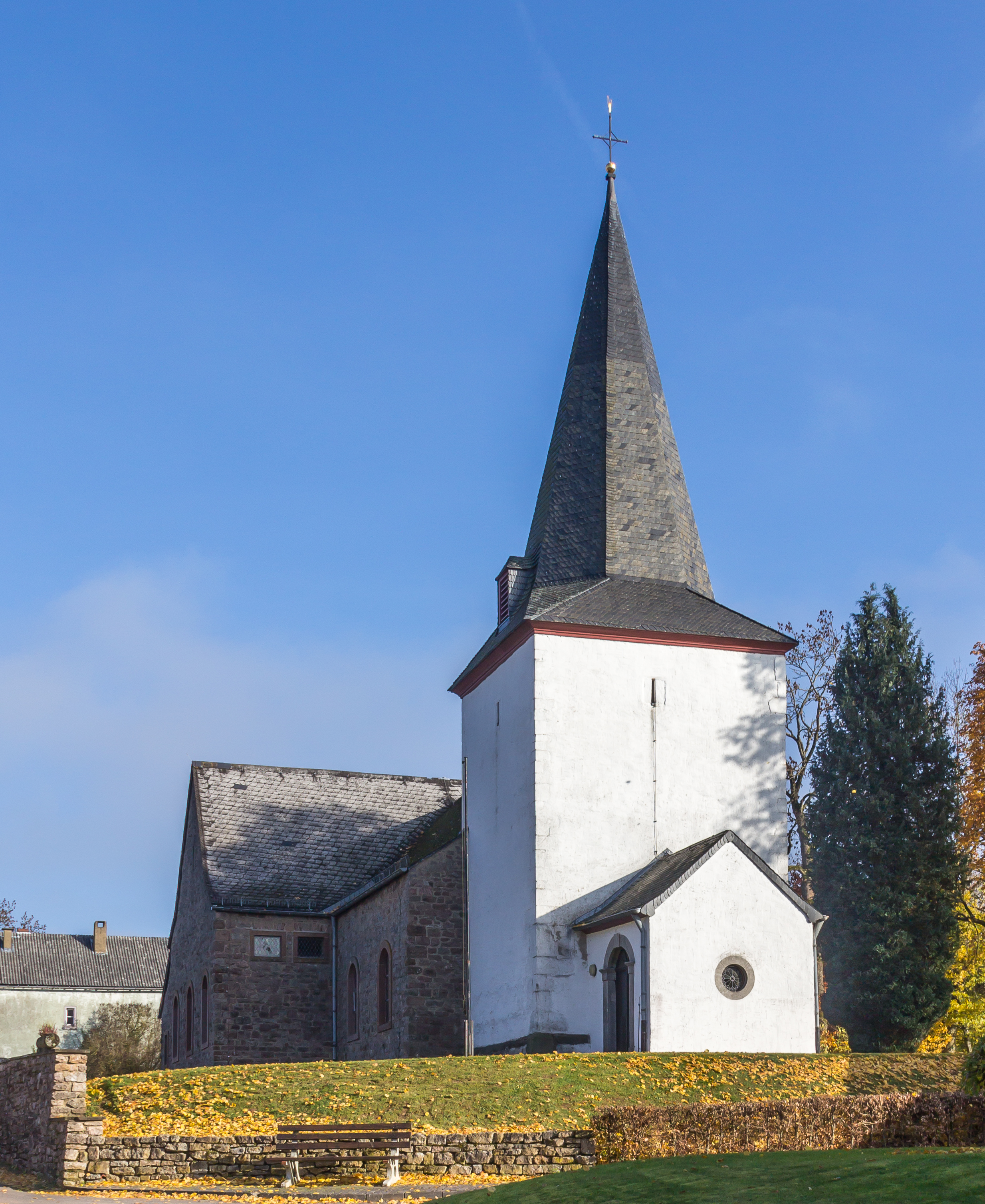
St. Luzia in Engelgau

Engelgau gehört zur Pfarre Zingsheim. Die Kirche ist der heiligen Märtyrin Luzia geweiht.:159 Der Kirchturm stammt aus dem 15. Jahrhundert.:160 Das ursprüngliche Schiff mit zwei Fensterachsen und der frühere Chorraum stammten aus dem 18. Jh.
1934 wurde nach Entwürfen des Kölner Architekten Rolf Distel der Bau eines größeren Gotteshauses begonnen. Alles wurde niedergelegt, nur der alte Kirchturm mit Vorhalle blieb bestehen.:160 Die Kirche verfügt über 120 Sitz- und 100 Stehplätze.:161

## Verkehr
Die VRS-Buslinie 820 der RVK verbindet den Ort mit Nettersheim, Marmagen und Bouderath, überwiegend als TaxiBusPlus im Bedarfsverkehr.
| Linie | Verlauf |
| ----- | --- |
| 820   | MiKE (außer im Schülerverkehr): Bouderath – Roderath – Frohngau – Holzmülheim – Buir – Tondorf – Engelgau – Zingsheim – Nettersheim Bf – Marmagen – Bahrhaus |